# Paradidyma affinis
Paradidyma affinis är en tvåvingeart som beskrevs av Henry Jonathan Reinhard 1934. Paradidyma affinis ingår i släktet Paradidyma och familjen parasitflugor. Inga underarter finns listade i Catalogue of Life.